# Rua dos Netos (Funchal)
A Rua dos Netos é uma das mais antigas do Funchal, na Madeira. Diz-se que inicialmente era privada, tendo sido aberta entre os séculos XV e XVI pela família de João Rodrigues Neto Calassa para passar a procissão do Corpo de Deus. Neto Calassa era um continental que se estabeleceu na Madeira, nesta rua, onde veio a falecer em 1531; é a ele que se deve o nome da rua.
Atualmente, a Rua dos Netos estende-se da Rua de São Pedro à Ponte Nova, sobre a Ribeira de Santa Luzia. Antigamente, só ia até à Rua dos Ferreiros, sendo o troço compreendido entre esta e a Ribeira de Santa Luzia denominado de Rua da Ponte Nova.